# Bréviaire des politiciens
Le Breviarium politicorum secundum rubricas Mazarinicas ((fr) Bréviaire des politiciens) est un essai politique publié en latin en 1684. Il est attribué sans fondement à Jules Mazarin.

## Éditions
- 1684 - Coloniae Agrippinae, Typis Ioannis Selliba, 1684 ; Exemplaire numérisé.
- 1691 - editio quarta, Coloniae Agrippinae, Typis Ioannis Selliba, superorium permissu, 1691, 139 p., Index omnium titulorum. Exemplaire en ligne.
- 1694 - Breviarium Politicorum Secundum Rubricas Mazarinicas multis locis auctius, editio quinta, Cum Privil Saxon, Francofurti, impensis Jeremiae Schrey et hered. Henr. Joh. Meyeri, 156 p., Index totium titulorum. Exemplaire en ligne.
- 1696 - Breviarium Politicorum Secundum Rubricas Mazarinicas multis locis auctius, editio sexta, Cum Privil Saxon, Francofurti, impensis Jeremiae Schrey et hered. Henr. Joh. Meyeri. An. 1696, 156 p., Index omnium titulorum. Exemplaire numérisé.
- 1697 - Breviarium Politicorum Secundum Rubricas Mazarinicas multis locis auctius, editio septima, Cum Privil. Saxon, Francofurti, impensis Jeremiae Schrey, & Joh. Christ. Hartmanni, anno 1697 (exemplaire en ligne).
- Vesaliae, impensis Jacobis à Wesel et prostant Amstelodami apud Johannem Wolters, anno M. DCC.
- 1724 - Francofurti ad Mœnum, Apud Joan. Frider. Fleischerum, MDCCXXIV, 120 p., sans index (exemplaire numérisé).

### Traductions
- Bréviaire des politiciens, trad. du latin par Florence Dupont, Langres, Café-Clima Editeur, 1984.
- Milan, G. Macchia, 1989.
- Bréviaire des politiciens, trad. du latin par François Rosso, préface d'Umberto Eco, Arlea, 1997  (ISBN 9782869592896).